# Miss Bretaña
Miss Bretaña es un concurso de belleza francés que selecciona a una representante de la región de Bretaña para el concurso nacional Miss Francia. Las mujeres que representan a la región bajo varios títulos diferentes han competido en Miss Francia desde 1920, aunque el título de Miss Bretaña no se usó regularmente hasta 1981. Hasta 2010, las mujeres del departamento de Loira Atlántico eran elegibles para competir en Miss Bretaña, debido a los lazos históricos del departamento con la región a pesar de estar actualmente ubicado dentro de la región de Países del Loira.
La actual Miss Bretaña es Marie Castel, quien fue coronada Miss Bretaña 2024 el 27 de septiembre de 2024. Seis mujeres de Bretaña han ganado Miss Francia.
- Raymonde Allain, quien fue coronada Miss Francia 1928, compitiendo como Miss Côte d'Émeraude
- Jacqueline Janet, quien fue coronada Miss Francia 1937, compitiendo como Miss Côte d'Émeraude
- Brigitte Barazer de Lannurien, quien fue coronada Miss Francia 1960, compitiendo como Miss Côte d'Émeraude
- Michèle Wargnier, quien fue coronada Miss Francia 1961
- Monique Lemaire, quien fue coronada Miss Francia 1962, compitiendo como Miss Côte d'Émeraude
- Laury Thilleman, quien fue coronada Miss Francia 2011

## Galería

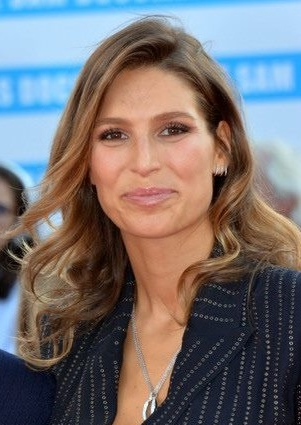
Miss Bretaña 2010 y Miss Francia 2011 Laury Thilleman
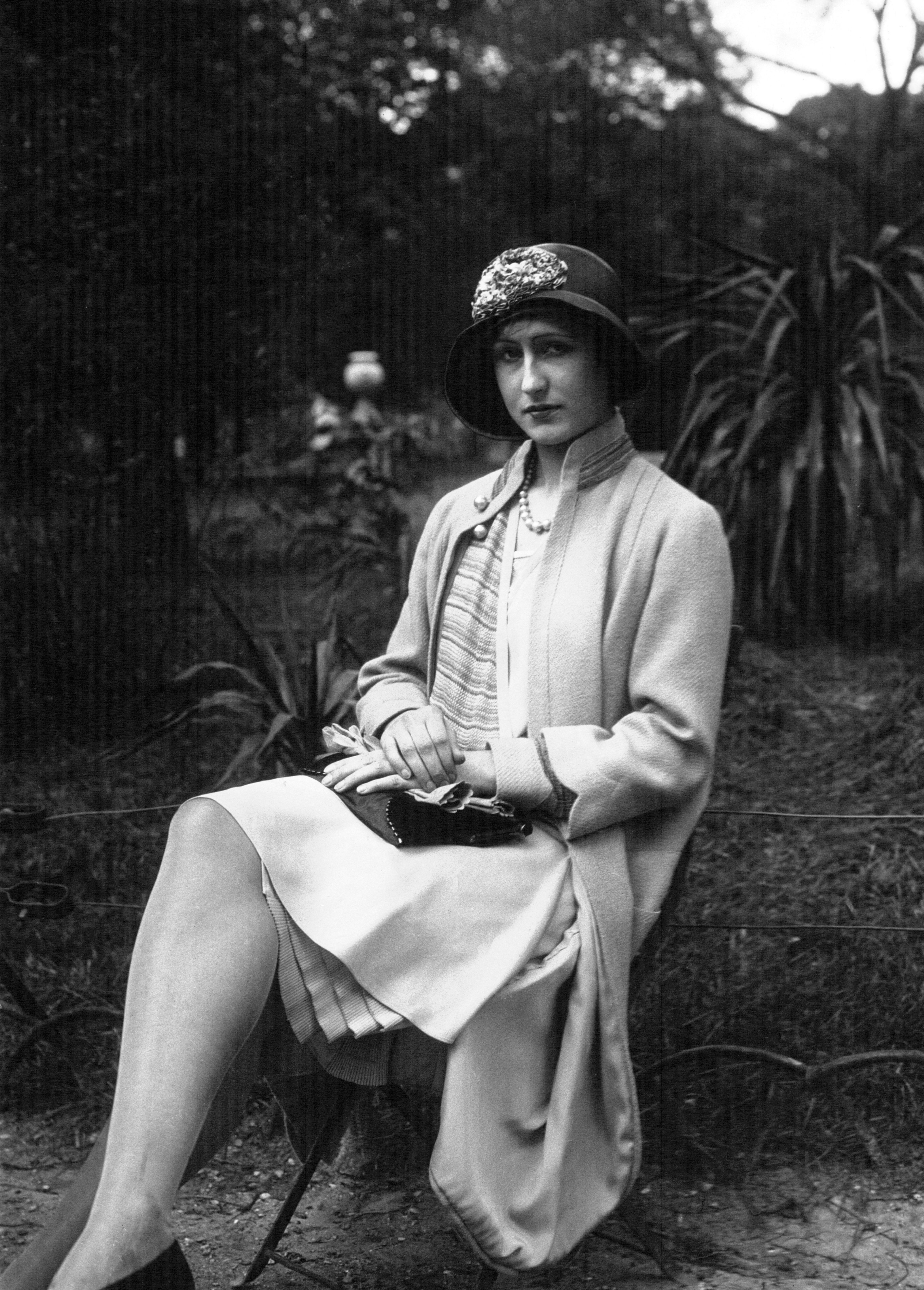
Miss Côte d'Émeraude 1927 y Miss Francia 1928 Raymonde Allain

## Resumen de resultados
- Ganadoras de Miss Francia: Raymonde Allain (1927; Miss Côte d'Émeraude); Jacqueline Janet (1936; Miss Côte d'Émeraude); Brigitte Barazer de Lannurien (1959; Miss Côte d'Émeraude); Michèle Wargnier (1960); Monique Lemaire (1961; Miss Côte d'Émeraude); Laury Thilleman (2010)
- Primeras finalistas: Denise Le Brase (1920; Miss Côte d'Émeraude); Anita Treyens (1955); Monique Boulinguez (1957; Miss Côte d'Émeraude); Rolande Cozien (1968); Valérie Guenveur (1982); Christelle Mayet (1983)
- Segundas finalistas: Anne-Marie Poggi (1990); Mélanie Craignou (2009)
- Terceras finalistas: Marie-Laure Uzel (1978; Graziella Pequin (1987)
- Cuartas finalistas: Bianca Taillard (2008)
- Quintas finalistas: Annie Cadiou (1970); Denise Kerfast (1971)
- Sextas finalistas: Maurane Bouazza (2016)
- Top 12/Top 15: Delphine André (1994); Florence Guillou (1999); Nathalie Economides (2003); Audrey Bonecker (2011); Estelle Sabathier (2012); Léa Bizeul (2015)

## Ganadoras
| Año  | Nombre                    | Edad | Altura          | Ciudad natal        | Posición en Miss Francia | Notas                                                      |
| ---- | ------------------------- | ---- | --------------- | ------------------- | ------------------------ | ---------------------------------------------------------- |
| 2024 | Marie Castel              | 20   | 1,78 m (5′ 10″) | Quimper             |                          |                                                            |
| 2023 | Noémie Le Bras            | 21   | 1,74 m (5′ 9″)  | Le Cloître-Pleyben  |                          |                                                            |
| 2022 | Enora Moal                | 21   | 1,71 m (5′ 7″)  | Guipavas            |                          |                                                            |
| 2021 | Sarah Conan               | 22   | 1,74 m (5′ 9″)  | Lézardrieux         |                          |                                                            |
| 2020 | Julie Foricher            | 23   | 1,77 m (5′ 10″) | Le Relecq-Kerhuon   |                          |                                                            |
| 2019 | Romane Edern              | 24   | 1,75 m (5′ 9″)  | Cléder              |                          |                                                            |
| 2018 | Emilie Bachellereau       | 22   | 1,81 m (5′ 11″) | Larmor-Plage        |                          |                                                            |
| 2017 | Caroline Lemée            | 24   | 1,77 m (5′ 10″) | Rennes              |                          |                                                            |
| 2016 | Maurane Bouazza           | 20   | 1,73 m (5′ 8″)  | Plumelin            | Top 12 (6.ª finalista)   |                                                            |
| 2015 | Léa Bizeul                | 18   | 1,73 m (5′ 8″)  | Saint-Malo          | Top 12                   |                                                            |
| 2014 | Maïlys Bonnet             | 20   | 1,77 m (5′ 10″) | Vannes              |                          |                                                            |
| 2013 | Marie Chartier            | 19   | 1,71 m (5′ 7″)  | Étables-sur-Mer     |                          |                                                            |
| 2012 | Estelle Sabathier         | 21   | 1,74 m (5′ 9″)  | Brest               | Top 12                   |                                                            |
| 2011 | Audrey Bonecker           | 23   | 1,72 m (5′ 8″)  | Muzillac            | Top 12                   | Bonecker es hija de Isabelle Carayol, Miss Bretaña 1974.   |
| 2010 | Laury Thilleman           | 19   | 1,79 m (5′ 10″) | Brest               | Miss Francia 2011        | Top 10 en Miss Universo 2011                               |
| 2009 | Mélanie Craignou          | 19   | 1,77 m (5′ 10″) | Louannec            | Segunda finalista        |                                                            |
| 2008 | Bianca Taillard           | 23   | 1,76 m (5′ 9″)  | Machecoul           | Cuarta finalista         |                                                            |
| 2007 | Églantine Morin           | 21   | 1,78 m (5′ 10″) | Savenay             |                          |                                                            |
| 2006 | Charline Leray            | 19   | 1,75 m (5′ 9″)  | Lusanger            |                          |                                                            |
| 2005 | Cindy Trichereau Duchesne | 24   | 1,83 m (6′ 0″)  | Nantes              |                          |                                                            |
| 2004 | Amélie Turmel             | 19   | 1,72 m (5′ 8″)  | Lillemer            |                          |                                                            |
| 2003 | Nathalie Economides       | 21   | 1,78 m (5′ 10″) | Guidel              | Top 12                   |                                                            |
| 2002 | Anne-Sophie Pageau        |      |                 | Vigneux-de-Bretagne |                          |                                                            |
| 2001 | Céline Autricque          | 20   | 1,81 m (5′ 11″) | Nantes              |                          |                                                            |
| 2000 | Mélanie Guyomard          | 19   | 1,78 m (5′ 10″) | Brest               |                          |                                                            |
| 1999 | Florence Guillou          | 19   | 1,76 m (5′ 9″)  | Saint-Brieuc        | Top 12                   |                                                            |
| 1998 | Virginie Radier           | 19   | 1,78 m (5′ 10″) | Ploulec'h           |                          |                                                            |
| 1997 | Nathalie Busson           |      |                 | Châtelaudren        |                          |                                                            |
| 1996 | Séverine André            |      |                 | Trégastel           |                          | Hermana de Miss Bretaña 1994 Delphine André.               |
| 1995 | Violaine Turpin           |      |                 | Trévé               |                          |                                                            |
| 1994 | Delphine André            | 19   | 1,79 m (5′ 10″) | Trégastel           | Top 12                   | Hermana de Miss Bretaña 1996 Séverine André.               |
| 1993 | Alexia Dereux-Marchand    |      |                 |                     |                          |                                                            |
| 1992 | Stéphanie Ducos           |      |                 |                     |                          |                                                            |
| 1991 | Patricia Mouazec          | 18   | 1,79 m (5′ 10″) |                     |                          |                                                            |
| 1990 | Anne-Marie Poggi          | 18   | 1,70 m (5′ 7″)  | Saint-Briac-sur-Mer | Segundas finalistas      |                                                            |
| 1989 | Stéphanie Lemarchand      |      |                 |                     |                          |                                                            |
| 1988 | Lydie Guilment            | 21   | 1,67 m (5′ 6″)  |                     |                          |                                                            |
| 1987 | Graziella Pequin          |      |                 | Nantes              | Tercera finalista        |                                                            |
| 1986 | Catherine Hérault         |      |                 |                     |                          |                                                            |
| 1985 | Valérie Le Vaillant       |      |                 |                     |                          |                                                            |
| 1984 | Manuella Pequin           |      |                 | Nantes              |                          |                                                            |
| 1983 | Christelle Mayet          |      |                 |                     | Primera finalista        |                                                            |
| 1982 | Valérie Guenveur          | 18   | 1,75 m (5′ 9″)  | Saint-Brieuc        | Primera finalista        | Compitió en Miss Internacional 1983                        |
| 1981 | Véronique Morice          |      |                 |                     |                          |                                                            |
| 1979 | Véronique Guin            |      |                 |                     |                          |                                                            |
| 1978 | Marie-Laure Uzel          |      |                 | Lorient             | Tercera finalista        |                                                            |
| 1976 | Christine Robin           |      |                 |                     |                          |                                                            |
| 1974 | Isabelle Carayol          |      |                 |                     |                          | Carayol es la madre de Audrey Bonecker, Miss Bretaña 2011. |
| 1972 | Louise Le Calvez          | 22   | 1,76 m (5′ 9″)  |                     |                          |                                                            |
| 1971 | Denise Kerfast            |      |                 |                     | Quinta finalista         |                                                            |
| 1970 | Annie Cadiou              |      |                 |                     | Quinta finalista         |                                                            |
| 1969 | Catherine Ledu            |      |                 |                     |                          |                                                            |
| 1968 | Rolande Cozien            |      |                 | Brest               | Primera finalista        |                                                            |
| 1965 | Madeleine Calvez          | 20   | 1,75 m (5′ 9″)  |                     |                          |                                                            |
| 1964 | Chantal Le Coz            |      |                 |                     |                          |                                                            |
| 1960 | Michèle Wargnier          | 24   | 1,78 m (5′ 10″) |                     | Miss Francia 1961        | 2.ª finalista en Miss Mundo 1961                           |
| 1955 | Anita Treyens             |      |                 |                     | Primera finalista        | Top 15 en Miss Universo 1956                               |
| 1952 | Paulette Le Bourkin       |      |                 |                     |                          |                                                            |

### Miss Argoat
De 1977 a 1979, el área interior de Bretaña, conocida como Argoat, compitió por separado.
| Año  | Nombre              | Edad | Altura | Ciudad natal | Posición en Miss Francia | Notas |
| ---- | ------------------- | ---- | ------ | ------------ | ------------------------ | ----- |
| 1979 | Anne Le Maux        |      |        |              |                          |       |
| 1978 | Anne-Yvonne Le Roux |      |        |              |                          |       |
| 1977 | Yasmine Arnal       |      |        |              |                          |       |

### Miss Côte d'Émeraude
Antes de la década de 1960, los departamentos de Costas de Armor e Ille y Vilaine competían por separado bajo el título de Miss Côte d'Émeraude.
| Año  | Nombre                        | Edad | Altura          | Ciudad natal    | Posición en Miss Francia | Notas                          |
| ---- | ----------------------------- | ---- | --------------- | --------------- | ------------------------ | ------------------------------ |
| 1967 | Martine Henry                 |      |                 |                 |                          |                                |
| 1962 | Françoise Minec               |      |                 |                 |                          |                                |
| 1961 | Monique Lemaire               | 20   | 1,78 m (5′ 10″) | Costas de Armor | Miss Francia 1962        |                                |
| 1959 | Brigitte Barazer de Lannurien | 22   | 1,76 m (5′ 9″)  |                 | Miss Francia 1960        |                                |
| 1957 | Monique Boulinguez            |      |                 |                 | Primera finalista        | Compitió en Miss Universo 1958 |
| 1936 | Jacqueline Janet              | 16   | 1,74 m (5′ 9″)  |                 | Miss Francia 1937        |                                |
| 1927 | Raymonde Allain               | 16   | 1,72 m (5′ 8″)  |                 | Miss Francia 1928        |                                |
| 1920 | Denise Le Brase               | 17   | 1,70 m (5′ 7″)  |                 | Primera finalista        |                                |

### Miss Côte de Granit
En la década de 1970, el departamento de Costas de Armor compitió por separado bajo el título de Miss Côte de Granit.
| Año  | Nombre              | Edad | Altura | Ciudad natal | Posición en Miss Francia | Notas |
| ---- | ------------------- | ---- | ------ | ------------ | ------------------------ | ----- |
| 1979 | Catherine Parera    |      |        |              |                          |       |
| 1977 | Corinne Le Goff     |      |        |              |                          |       |
| 1976 | Catherine Matonnier |      |        |              |                          |       |

### Miss Finistère
En 1967, el departamento de Finistère coronó a su propia representante de Miss Francia.
| Año  | Nombre                | Edad | Altura | Ciudad natal | Posición en Miss Francia | Notas |
| ---- | --------------------- | ---- | ------ | ------------ | ------------------------ | ----- |
| 1967 | Marie Martine Legrand |      |        |              |                          |       |

### Miss Morbihan
En 1964, el departamento de Morbihan coronó a su propia representante de Miss Francia. En 1979, el departamento compitió bajo el título de Miss Lorient.
| Año  | Nombre            | Edad | Altura | Ciudad natal | Posición en Miss Francia | Notas |
| ---- | ----------------- | ---- | ------ | ------------ | ------------------------ | ----- |
| 1979 | Claudine Gosselin |      |        |              |                          |       |
| 1964 | Annie Delabre     |      |        |              |                          |       |